# Piscina lustral

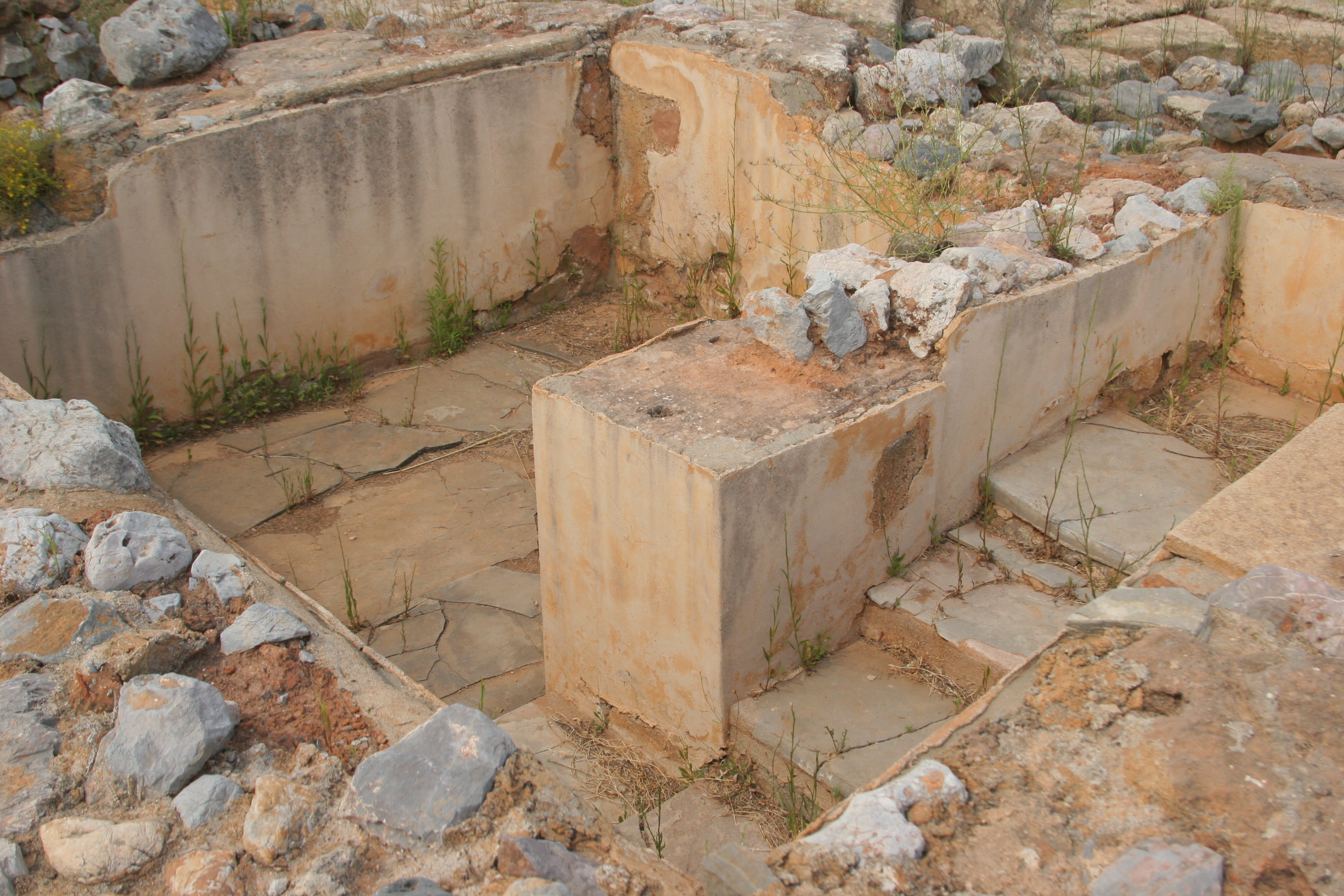
Piscina lustral del palacio de Malia

Piscina lustral, baño lustral o cuenca lustral es el nombre con el que los arqueólogos han denominado a unos espacios subterráneos que eran utilizados por los antiguos minoicos. Existían en todos los centros palaciales y en muchas de las mansiones o villas minoicas y estaban diseñados en un plano rectangular o cuadrado, aunque se han encontrado casos en el que la planta tiene forma elipsoide. El descenso a estos espacios se realizaba con escaleras de piedra o madera en forma de L.
Su construcción se hacía con paneles de yeso o de piedra y, en muchos casos, rodeada de columnatas o áticos. Las paredes en algunos casos estaban adornadas con morteros de colores y a veces adornadas con frescos. También se han hallado ritones y cuernos de consagración en ellos. 
Su función ha sido objeto de distintas interpretaciones. Se ha sugerido que sirvieron como salas para el baño, aunque no se han hallado desagües en estas estancias, o que podrían haber tenido funciones relacionadas con ceremonias sagradas, tal vez como una especie de ádyton.